# Lechotice
Lechotice (dříve Lechotycze a snad i Lhota) jsou obec v okrese Kroměříž ve Zlínském kraji. Žije zde 455 obyvatel.

## Historie
První písemná zmínka o obci pochází z roku 1342 (Lechoticzie), kdy ji koupil moravský markrabě Karel. Roku 1368 pak přešla do majetku moravského rodu Šemberků.

## Obyvatelstvo

### Struktura
Vývoj počtu obyvatel za celou obec i za jeho jednotlivé části uvádí tabulka níže, ve které se zobrazuje i příslušnost jednotlivých částí k obci či následné odtržení.
| Rok            | 1869 | 1880 | 1890 | 1900 | 1910 | 1921 | 1930 | 1950 | 1961 | 1970 | 1980 | 1991 | 2001 | 2011 | 2021 |
| -------------- | ---- | ---- | ---- | ---- | ---- | ---- | ---- | ---- | ---- | ---- | ---- | ---- | ---- | ---- | ---- |
| Počet obyvatel | 374  | 446  | 439  | 473  | 482  | 478  | 482  | 420  | 444  | 417  | 405  | 363  | 368  | 415  | 405  |
| Počet domů     | 66   | 74   | 76   | 79   | 83   | 87   | 94   | 101  | 100  | 103  | 106  | 127  | 114  | 146  | 149  |

## Obecní správa

### Obecní symboly
Znak a vlajka byly obci uděleny rozhodnutím předsedy Poslanecké sněmovny Parlamentu České republiky dne 14. ledna 2000.

## Pamětihodnosti
- Zvonice
- Pomník padlým vojínům v první světové válce
- Socha Panny Marie

## Galerie

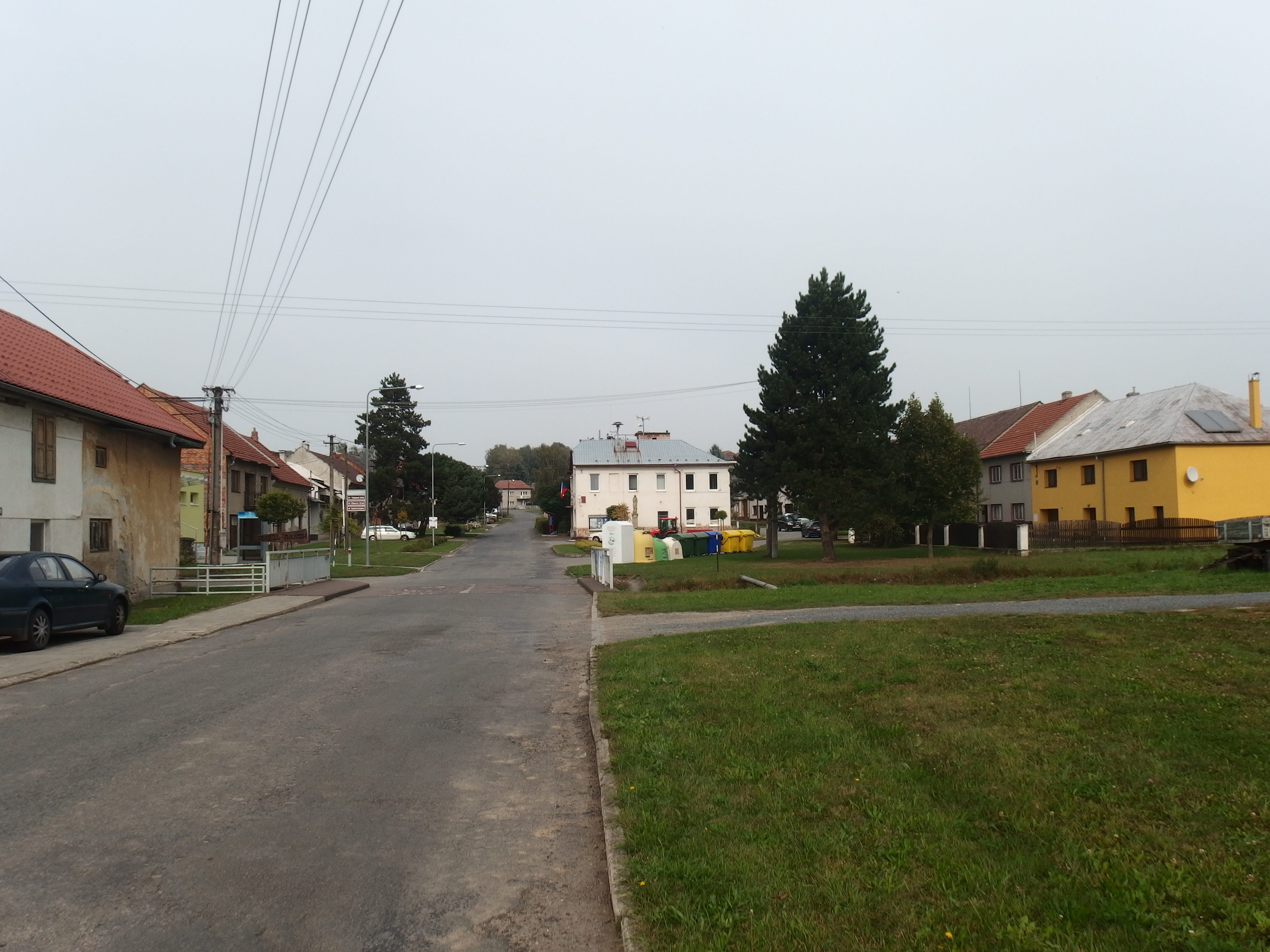
Náves
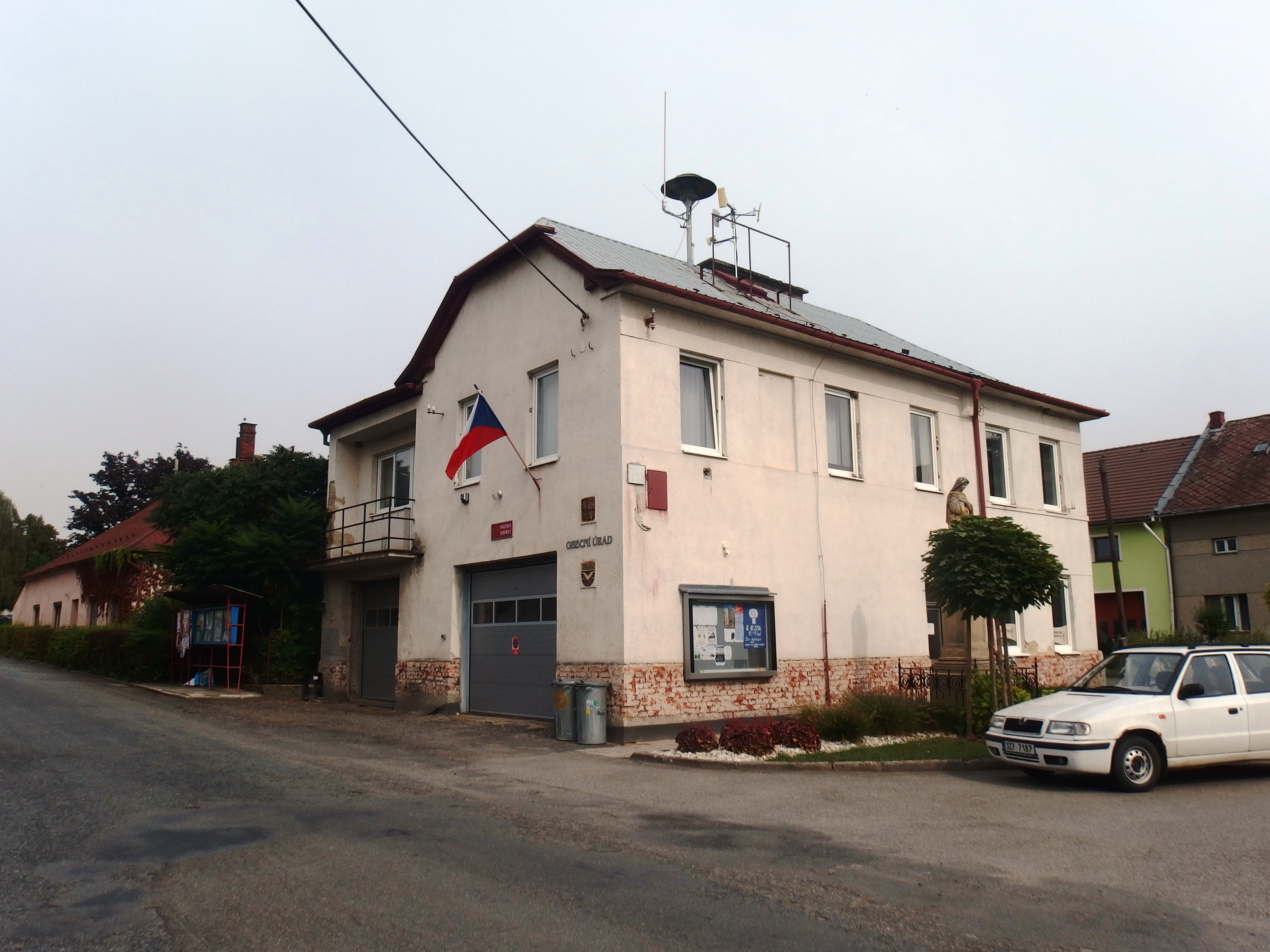
Obecní úřad
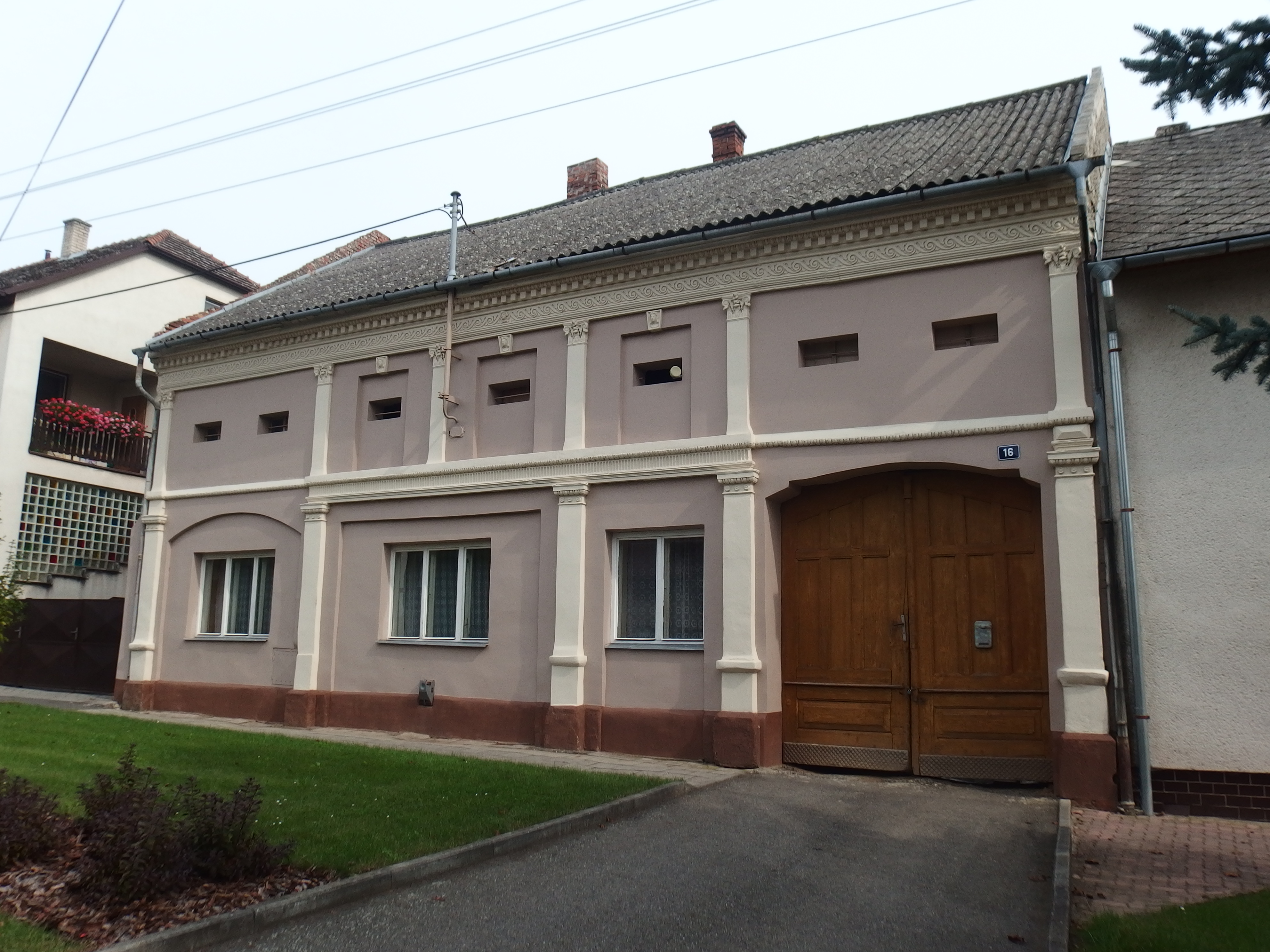
Dům č. p. 16 na návsi
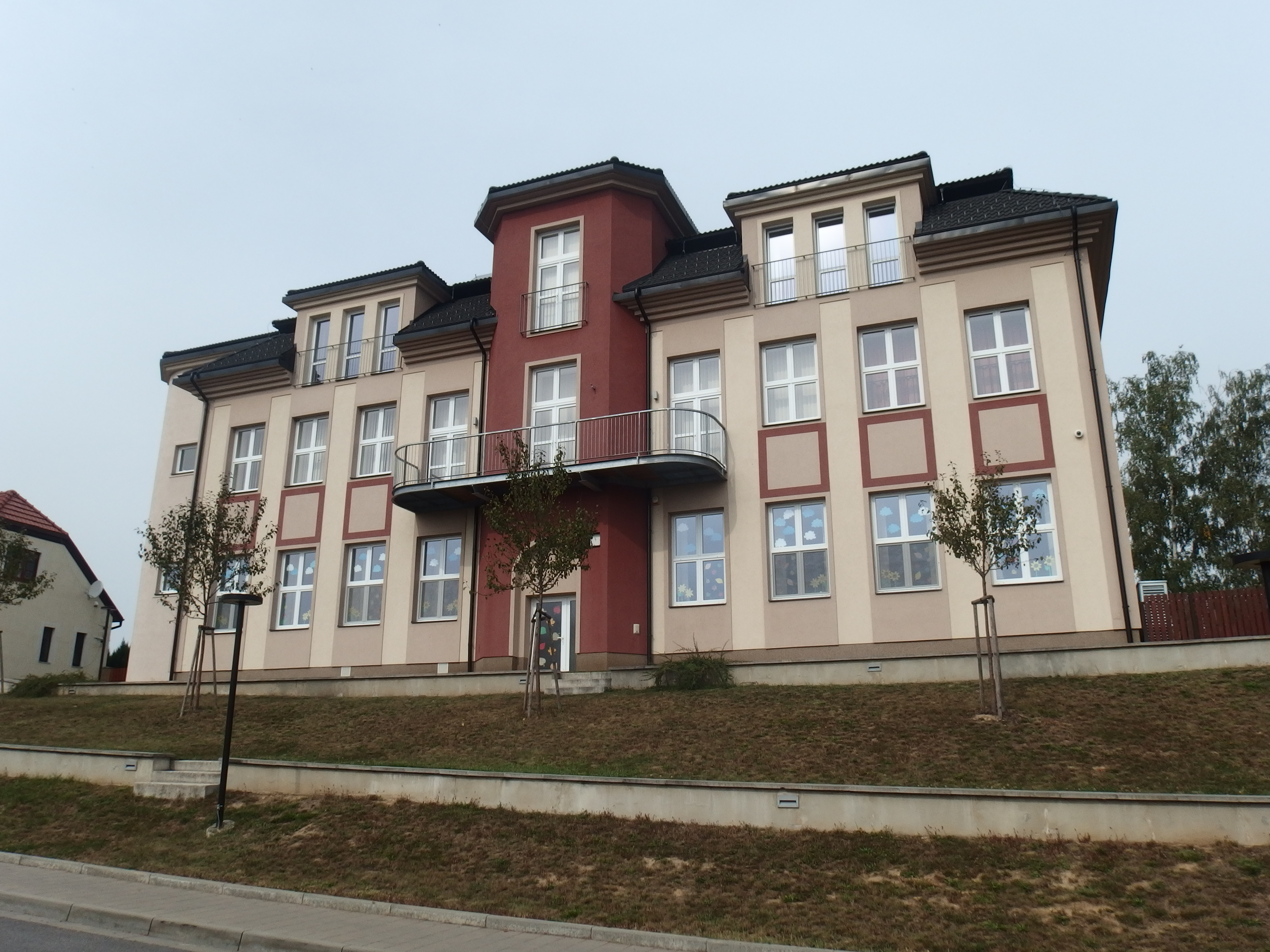
Mateřská škola